# 三吉菜々
三吉 菜々（みよし なな、1995年 - ）は、日本のAV女優。プライムエージェンシー所属。

## 略歴・人物
東京都出身。
2019年4月、「日向菜々子（ひなた ななこ）」としてデビューした長身でショートカットのAV女優。所属事務所はWish（旧ギルフィー）。
2019年10月、 プライムエージェンシー所属となり「三吉菜々」に改名。
趣味はジム・買い物・食べること、特技は電子オルガン・バレーボール。

## 出演作品

### アダルトDVD
「日向菜々子」名義
2019年
- 身長170cm バレーボール暦12年 全国大会出場の経歴を持つ 元アスリート現在ソープ嬢 もの凄い筋肉BODYマットプレイヤー AVデビュー（4月13日、E-BODY）
- 親友の嫁に誘惑されて…（5月2日、グローリークエスト）
- 昼下がり町内会! 若妻たちのちょっと危険でかなりHな王様ゲーム!! 17 母の代理で参加した町内会の集まりでまさかの展開!若い時に王様ゲームをした事が無いという話で盛り上がった奥様方が急に「王様ゲームやりたい!」と言い出したんです。男はボクひとりしかいないもんだから、当然いい思いが沢山出来ちゃいました!!（6月7日、Hunter）共演:大浦真奈美、宝田もなみ、大沢カスミ、川菜美鈴、皆瀬杏樹、あまみやれい、滝本エレナ、通野未帆、原美織
- イモムシ拘束固定バイブ痴漢（6月19日、アパッチ）他出演:皆瀬杏樹、川菜美鈴、原美織、大沢カスミ
- 完全盗撮 同じアパートに住む美人妻2人と仲良くなって部屋に連れ込んでめちゃくちゃセックスした件。 其の34（7月1日、変態紳士倶楽部）他出演:中里かほ
- 元体操選手の肉体美（7月5日、RISING）※「菜々子」名義
- 「私、おばさんだけど…絶対後悔させないからエッチしたいな…?」 30歳越えたけどまだまだ性欲は収まらない私(無駄に巨乳)は旦那と3年以上もご無沙汰で超欲求不満!恥ずかしいんだけど、とにかくエッチな事ばかり考えてしまいます。とにかくヤリたいんです。正直誰でもいいんですえっちさせてくれるなら…特に若い男の子を見た時はうずいて妄想してアソコを濡らしてしまって仕方がないんです!しかも私みたいな年増に少しでも女を感じてくれた人とはすぐに場所なんて選ばずエッチしたくなっちゃうんです!!我慢できなくなった私は気づいた時には男の子を誘惑してました…。そして、男の子が勃起しなくなるまで抜かずに何度も求めちゃいました!!抜かないで何回私の中に出させちゃったんだろう???超ド淫乱な女でごめんなさい。でも気持ち良かったでしょう?（7月7日、Hunter）他出演:皆瀬杏樹、明里ともか、鈴木明那、篠崎かんな、滝本エレナ、葵百合香
- 最新超エロ水着で息子を悩殺 眼帯ビキニの巨乳ママがプールで近親相姦 〜3人の巨乳ママがグラビアアイドルがよく着ている例のビキニでパイズリ&孕むまで連続中出し〜（7月11日、ROCKET）共演:瀬戸すみれ、新垣ことり
- 元陸上選手の肉体美（7月12日、RISING）※「菜々子」名義
- 巨乳女子大生ばかりに声をかけオッパイの重さ量らせてくれませんか? 先に10000g達成したチームが賞金Get! 「揉んで揺らして舐めて挟むおっぱい開発でバストアップする」とアドバイスされた女子たちはそれ以上の事も、、、（7月13日、はじめ企画）他出演:星空もあ、逢沢りいな、井上愛唯、倉多まお、今井夏帆、真田みづ稀、川越ゆい
- マッスルビューティー 2 ザーメンプロテインとアクロバティックSEXで鍛えた 完璧スレンダー巨乳（8月22日、ROCKET）
- 寸止めクンニ（9月1日、OFFICE K'S）他出演:藍色りりか、月ヶ瀬ゆま、NIMO、藤白桃羽
- 小便ガールズバー（9月7日、犬）他出演:八乃つばさ、豊中アリス、松山あやめ、月ヶ瀬ゆま、藍色りりか、NIMO、藤白桃羽、黒川ゆきな
- バーチャル淫語乳首オナニー（10月19日、ゑびすさん）※「みなこ」名義　他出演:瀬乃ひなた、小川ひまり、百岡いつか、瀬戸すみれ、鈴木ちひろ、NIMO、桐山結羽、御坂りあ、綾瀬さくら
- 密着!日向菜々子（11月1日、中嶋興業）
- 弟に配信(さら)される私。（11月1日、NON）
- 一人カラオケ個室オナニー盗撮 黒パンスト半脱ぎで指ズボオナニーして白濁の本気汁を垂れ流して即イキするOLを隠し撮り 3（11月1日、変態紳士倶楽部）他出演:羽生ありさ、桜井萌、望月あやか、愛華みれい、枢木あおい、霜月るな、森ほたる、東条蒼、上川星空 ほか
- 並木塔子のレズナンパ（11月19日、ルビー）共演:並木塔子　他出演:宮原もみじ
- パンストブーツ脚フェチレズ（11月19日、ゑびすさん）※「みなこ」名義　共演:なつみ　他出演:小春、鈴木ちひろ、衣織、NIMO、加藤ツバキ、七海ゆあ、星あめり、御坂りあ
- 周りに清楚扱いされてる姉は実はドS。その事実を知る僕に淫語を浴びせながらチ●ポを弄び、射精管理するのが好きな姉を何とかしてください。（11月29日、NON）他出演:冬愛ことね、弥生みづき、東山想葉、三浦まき
- ニーハイブーツレッグフェティッシュ・美脚コキ 02（12月1日、ゑびすさん）※「みなこ」名義　他出演:小春、衣織、なつみ、七海ゆあ、桐山結羽
- 口臭嗅ぎ鼻舐め（12月1日、ゑびすさん）※「みなこ」名義　共演:なつみ　他出演:すずか、ちづる、加藤ツバキ、喜多方涼、小春、鈴木ちひろ、衣織、NIMO、星あめり、御坂りあ

2020年
- ダブルバーチャルレズベロキス 5（1月1日、ゑびすさん）他出演:星あめり、御坂りあ、綾瀬さくら、佐野あい、小春、鈴木ちひろ、佐伯由美香、辻芽愛里、喜多方涼
- 過敏ビクビク麻痺する乳首舐めレズ（1月1日、ゑびすさん）※「みなこ」名義　共演:なつみ　他出演:小春、鈴木ちひろ、衣織、NIMO、綾瀬さくら、佐野あい、喜多方涼、辻芽愛里

「三吉菜々」名義
2020年
- 白濁痰唾ぶっかけごっくん脳内アクメレズ（1月19日、ゆりえっち）他出演:小春、加藤ツバキ、七海ゆあ、星あめり、御坂りあ、佐伯由美香、千種ちな
- いきなり!足裏舐め&足裏発射（2月6日、レイディックス）他出演:愛華みれい、冬愛ことね、雪美千夏
- 一般男女モニタリングAV×マジックミラー便コラボ企画 ジョギング中に声をかけたむれむれレギンスの美尻OLが汗だくで絡みあう濃厚デカチンSEX!! ワキ・首すじ・胸元・股間から染み出る汗と熱気が充満する密室で限界びしょ濡れおま○こが激ピストンでのけぞるほど本気イキ! in港区（2月7日、ディープス）他出演:中条カノン、小坂芽衣、知花みく
- レンズに付いた精子をベロベロ舐めるメガネ顔面発射（3月12日、レイディックス）他出演:川上ゆう、愛華みれい、三島奈津子、森本つぐみ、葉月美音
- 地味な眼鏡のショートカット女子は脱いだらスゴいクビレ巨乳! この娘、スイッチ入るとドスケベに豹変します!（3月25日、あんず）※「さくら」名義

### VR
「日向菜々子」名義
2019年
- 身長10cmVR! 170cmの僕がちっちゃくなっちゃった! 着替えを覗いてたらにイタズラされて摘ままれ・潰され・もみくちゃにされまくった!（11月4日、SODクリエイト）共演:小西まりえ、神坂ひなの、みひな、阿部乃みく、小川ひまり、明望萌衣、水卜麻衣奈
- 口腔フェチVR ただ真近で口の中を見る、それだけです。（11月21日、SODクリエイト）他出演:椎木くるみ、明望萌衣、海空花
- アナル観察 ハイクオリティ（11月29日、ガン見隊）他出演:通野未帆、新村あかり、皆月ひかる、NIMO、卯水咲流、佐久間恵美、持田栞里
- 学校掃除の時間 教室・廊下・階段・図書室 雑巾がけパンチラVR 年末大掃除SP 総勢11名（12月16日、SODクリエイト）他出演:久留木玲、水卜麻衣奈、みひな、阿部乃みく、小西まりえ、小川ひまり、神坂ひなの ほか

2020年
- 掃除の時間（1月30日、ガン見隊）他出演:通野未帆、卯水咲流、新村あかり、皆月ひかる、NIMO、持田栞里、佐久間恵美

「三吉菜々」名義
2020年
- 覆い被さり正常位視点VR（3月10日、KMPVR）他出演:心菜りお、篠田ゆう、波多野結衣、小梅えな、香坂みりな、晶エリー、山本蓮加、手島くるみ